# Mo’er-Kloster
Die Stätte des Mo’er-Klosters (chinesisch 莫尔寺遗址, Pinyin Mò’ěr sì yízhǐ, englisch Mo’er Temple site) im (uigurischen) Dorf Mo’er (莫尔村), Gemeinde Boshikeranmu (伯什克然木乡), Kreis Shufu (疏附县,  Shufu xian), Kaschgar, Xinjiang, China, umfasst einen ehemaligen buddhistischen Tempel und zwei Pagoden. Das Dorf ist im Uigurischen nach diesen „Schornsteinen“ benannt. Es war eines der westlichsten buddhistischen Klöster auf dem Gebiet Chinas und bestand von der Zeit der Han- bis in die Tang-Dynastie. 
Die Stätte wurde 2001 in die Liste der Denkmäler der Volksrepublik China in Xinjiang (5-134) aufgenommen.
Koordinaten: 39° 36′ 58,2″ N, 76° 15′ 12,7″ O